# Большое Бесково
Большое Бесково — деревня в Калининском районе Тверской области. Входит в состав Верхневолжского сельского поселения.

## География
Деревня находится в юго-восточной части Тверской области на расстоянии приблизительно 39 км на юг-юго-запад от города Тверь.

## История
Деревня (тогда Бескова) была отмечена на карте еще 1840 года. В 1859 году здесь (деревня Безково Старицкого уезда Тверской губернии) было учтено 11 дворов.

## Население
Численность населения: 99 человек (1859 год), 5 (русские 100 %) в 2002 году, 1 в 2010.